# إيفان ديلتش
إيفان ديلتش هو لاعب كرة قدم كرواتي في مركز الهجوم، ولد في 29 سبتمبر 1998 في سبليت في كرواتيا. لعب مع هايدوك سبليت.

## وصلات خارجية
- إيفان ديلتش على موقع اتحاد كرواتيا (الكرواتية)
- إيفان ديلتش على موقع قاعدة بيانات كرة القدم.إي يو (الإنجليزية)
- إيفان ديلتش على موقع Soccerway.com (الإنجليزية)
- إيفان ديلتش على موقع عالم كرة القدم.نت (الإنجليزية)